# Серафін Гарсія
Серафі́н Хосе́ Гарсі́я Корре́а (ісп. Serafín José García Correa; *5 червня 1905, Трейнта-і-Трес, Уругвай — †29 квітня 1985, Монтевідео, Уругвай) — уругвайський письменник і поет.

## З життєпису
У віці 5 років він разом зі своїм батьком Серафіном Гарсія Мінуано та матір'ю Софією Корреа переїхав до міста Вергари, де й ходив до школи. Це єдина формальна освіта, яку він мав, лишившись самоуком.
Замолоду перепробував безліч професій: від службовця аптеки та помічника керівника аукціоном. Далі навчався на типографа у 1917 році, і вже невдовзі випробував себе у літературі.
Короткий час він працював місцевим журналістом, а також цікавився музикою. Серед авторів, які мали на нього вплив, можна згадати Леоніда Андрєєва, Максима Горького, Анрі Барбюса, Ромена Роллана та кількох іспанських класиків, до книжок яких він мав легкий доступ, працюючи бібліотекарем соціального клубу.
Близько 1925 року він оселився в місті Трейнта-і-Трес і вступив до поліцейської установи, де працював телефоністом, відповідальним за картотеку головного управління цього міста.
У 1934 році одружився з Бланкою Ельмою Гонсалес, а через 2 роки видав збірку віршів у стилі гаучо Tacuruses, яка мала неабиякий успіх, адже зазнала ряд перевидань. На знак визнання цієї збірки він отримав нагороду Міністерства народної освіти. Також 18 лютого 1936 року президент Габріель Терра підписав президентський указ, згідно з яким 300 примірників твору було розповсюджено різними поліцейськими управліннями в країні, а Гарсія отримав звання заступника комісара в Санта-Клара-де-Олімар. Однак він продовжив працювати у відділку Трейнта-і-Трес.
У 1940 році він звільнився з поліції й оселився в Монтевідео.
У 1974 році він був обраний до складу Національної академії літератури Уругваю. 
Досвід С. Гарсії на ниві уругвайської літератури спричинився до запрошення його як лектора не лише на батьківщині, а й у країнах регіону (Бразилія, Аргентина, Парагвай).

## З доробку
Окрім поетичної творчості, Серафін Гарсія писав оповідання, байки, нариси і хроніки, а також декілька гуморесок (під псевдонімом Simplicio Bobadilla).
Дитячі книги авторства Гарсії були прийняті освітніми організаціями як читання в середніх школах Уругваю.
Бібліографія
- Tacuruses (1936)
- En carne viva (1937)
- Tierra amarga (1938)
- Burbujas (1940)
- Barro y Sol (1941)
- Asfalto (1944)
- Raíz y ala (1949)
- Romance de Dionisio Díaz (1949)
- Las Aventuras de Juan el Zorro (1950)
- Agua Mansa (1952)
- Flechillas (1957)
- Los partes de Don Menchaca (1957)
- El Totoral (Recuerdos de mi infancia) (1966)
- Piquín y Chispita (1968)
- Leyendas y supersticiones (1968)
- Blanquita (Nuevos relatos de "El Totoral") (1969)
- La vuelta del camino (1970)
- Estampas uruguayas (1971)
- Romance del 25 de agosto (1977)
- Milicos, contrabandistas y otros cuentos (1986)
- En el nombre de mis hijos (1989)
- José Enrique Rodó (1987)

## Визнання
За 40 років літературної діяльності Серафін Гарсія перемагав у численних національних літературних конкурсах, включаючи 5 премій щорічного конкурсу Міністерства громадської освіти, муніципальну літературну велику премію імені Хосе Енріке Родо, яку присуджує муніципалітет Монтевідео тощо.
Дитяча книга письменника Piquin y Chispita увійшла до десятки найкращих національних творів цього жанру, які змагались за Премію Ганса Хрістиана Андерсена у 1970 році.
Твори С. Гарсії були перекладені різними мовами, зокрема французькою, англійською, португальською, італійською, їдиш, російською.

## Джерело-посилання
- Серафін Гарсія на Anaphoras (е-бібліотека уругвайських авторів). (ісп.)